# Марсо, Софи
Софи́ Даниэ́ль Сильви́ Марсо́ (фр. Sophie Danièle Sylvie Marceau, фамилия при рождении Мопю (фр. Maupu); род. 17 ноября 1966, Париж, Франция) — французская киноактриса, кинорежиссёр и певица.

## Биография
Родилась в Париже. Отец работал водителем (дальнобойщиком), мать — продавщицей. Родители развелись, когда Марсо было 9 лет.
В феврале 1980 года в возрасте 13 лет устроилась в одно из модельных агентств, ищущих подростков. Кастинг-директор фильма «Бум» Франсуаз Менидре, находясь в поисках кандидатки на роль Вик, попросила модельные агентства порекомендовать подростка на роль в комедии. Агентство предложило кандидатуру Марсо. Фильм «Бум» (1980) имел грандиозный успех во Франции и ряде европейских стран, и вскоре было снято его продолжение — «Бум 2» (1982), за который Марсо получила премию «Сезар» в номинации «Лучший дебют и самая многообещающая актриса».
В 16 лет играла с Жераром Депардьё и Катрин Денёв в фильме «Форт Саган». Депардьё вновь стал её партнёром в фильме «Полиция» режиссёра Мориса Пиала.

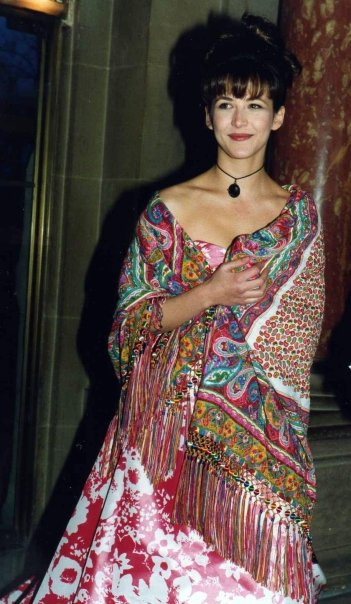
Софи Марсо на вручении премии «Мольер», 1993 год.

В 1982 году Марсо заключила контракт с крупнейшей кинокомпанией Франции «Gaumont», вскоре расторгнутый с её стороны. Компания выставила неустойку — миллион франков, на выплату которой актриса потратила почти все свои заработанные деньги. В этом ей помог польский режиссёр Анджей Жулавский, с которым она познакомилась в том же году. Вскоре оба уехали в Польшу.
В 1984 году Марсо сыграла в «Шальной любви», её первом фильме у Жулавского. Затем последовали «Мои ночи прекрасней ваших дней» и «Голубая нота». Первой англоязычной ролью Марсо была роль принцессы Изабеллы в фильме Мела Гибсона «Храброе сердце».
В 1985 году Марсо записала свой первый полный музыкальный альбом Certitude. Он написан тем же тандемом (слова Этьена Рода-Жиля, музыка Франка Лангольфа), который позже писал песни для Ванессы Паради. Альбом провалился.

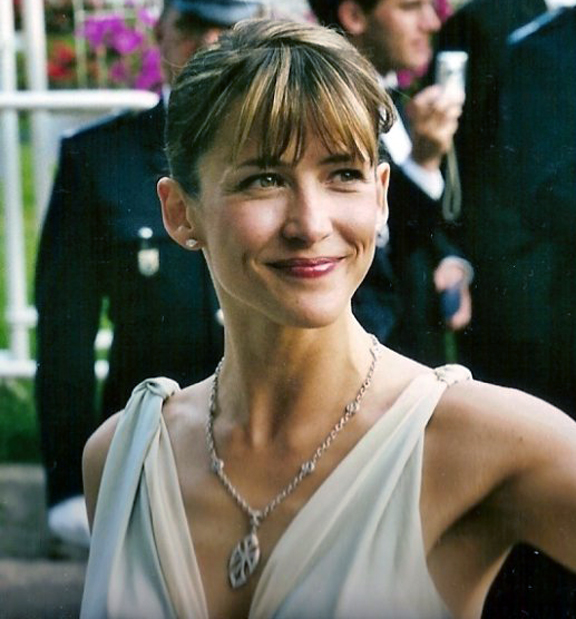
Софи Марсо на Каннском кинофестивале, 2005 год

Марсо избавилась от имиджа подростка, преступив табу с очень зрелыми ролями («Шальная любовь», «Полиция»), из которых она выходила повзрослевшей (с Жулавским) или разбитой (с Морисом Пиала). Фильм «Шуаны!» принёс ей славу самой романтической актрисы года.
На театральной сцене Марсо дебютировала в 1991 году в «Эвридике» Жана Ануя. За эту работу она получила «Мольера» (как открытие театрального года). Два года спустя актриса вернулась в театр и играла в «Пигмалионе». Весной 1995 года Марсо выступила в роли режиссёра своего первого короткометражного фильма «Рассвет наизнанку» длительностью 8 минут, сценарий которого она написала во время съёмок в «Храбром сердце». «Рассвет наизнанку» был представлен на открытии фестиваля «Уверенный взгляд» в Каннах в 1995 году.
В 1995 году она снялась у Антониони в фильме «За облаками» вместе с Джоном Малковичем. В 1997 сыграла Анну Каренину в одноимённой экранизации романа Льва Толстого, где её партнёром был Шон Бин. Одной из работ стала роль в девятнадцатой картине о Джеймсе Бонде («И целого мира мало»). В перерывах между съёмками в кино Марсо снимается в рекламе.

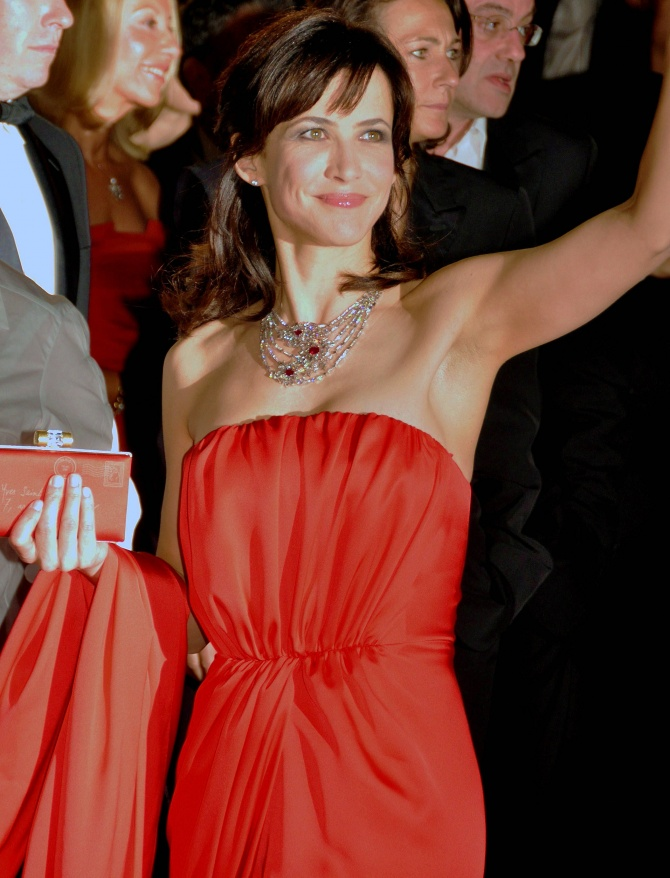
Софи Марсо на Каннском кинофестивале, 2009 год

Благодаря фильмам, занявшим одни из первых мест в рейтингах («Студентка», «Аромат любви Фанфан»), Марсо стала одной из самых популярных актрис не только во Франции, но и в Корее, Германии и России. Ей пришлось пережить и неудачи,[какие?] наград за свою профессию у Марсо немного[уточнить].
В 1996 году Марсо была избрана в качестве «лица фирмы» косметической компании Guerlain.
Марсо является лицом рекламной кампании ювелирного дома Chaumet.
В 2002 году Марсо дебютировала в качестве режиссёра полнометражного фильма-драмы «Говори мне о любви». Она получила приз как лучший режиссёр на Монреальском кинофестивале и в 2007 году выпустила свой новый фильм «Пропавшая в Довиле».
В 2015 году Марсо приняла участие в Каннском кинофестивале в качестве члена жюри основного конкурса.

### Личная жизнь

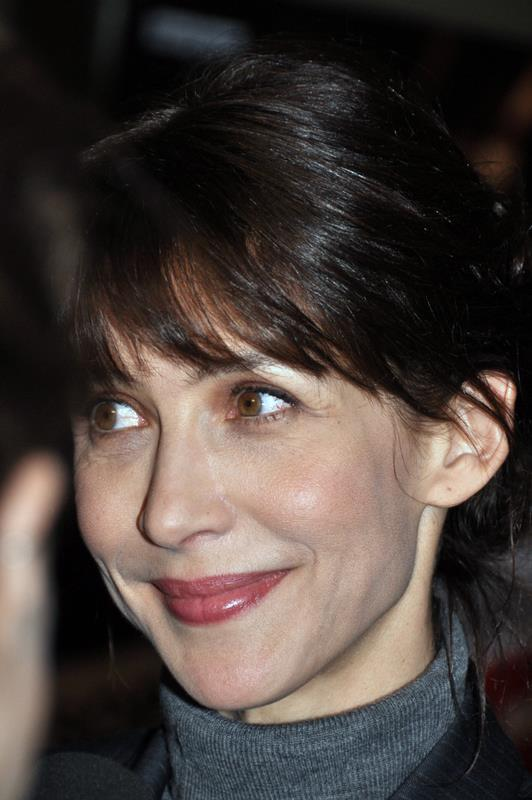
Софи Марсо на премьере фильма «Арестуйте меня», 2013 год.

В 1982 году у Марсо начался роман с польским режиссёром Анджеем Жулавским, который был старше её на 26 лет. Вскоре они поженились. 24 июля 1995 года у пары родился сын Венсан. Марсо рассталась с Жулавским ради американского продюсера Джима Лемли, с которым познакомилась ещё в период работы над «Анной Карениной». 13 июня 2002 года родила от него дочь Жюльет.
В 1996 году Марсо выпустила  полуавтобиографичный роман «Лгунья» («Menteuse»), в котором рассказала о своих любовных переживаниях. Книга была разгромлена критиками. По словам Марсо, «слишком рано начавшаяся половая жизнь сделала меня истеричной и ранимой, ведь все мои романы, как правило, заканчивались печально. Только Анджею удалось дать мне покой и счастье, подарить лучшие роли в кино и чудо материнства».
Любит музыку Иоганна Себастьяна Баха и Густава Малера, владеет живописной техникой письма акварелью и маслом, пишет натюрморты, а также портреты любимых писателей, среди которых Лев Толстой и Франц Кафка.
Прекрасно плавает, любит ходить босиком.
Марсо сотрудничает с организациями охраны окружающей среды.
С 2007 года жила в фактическом браке с франко-американским актёром Кристофером Ламбертом. 11 июля 2014 года пара объявила о своём «дружественном расставании».
В 2016 году отказалась от награждения Орденом Почетного легиона 

## Фильмография

### Актриса
| Год  |   | Русское название               | Оригинальное название                    | Роль                  |
| ---- | - | ------------------------------ | ---------------------------------------- | --------------------- |
| 1980 | ф | Бум                            | La boum                                  | Вик Беретон           |
| 1982 | ф | Бум 2                          | La boum 2                                | Вик Беретон           |
| 1984 | ф | Форт Саган                     | Fort Saganne                             | Мадлен де Сент-Илет   |
| 1984 | ф | Весёлая Пасха                  | Joyeuses Pâques                          | Жюли                  |
| 1985 | ф | Шальная любовь                 | L'amour braque                           | Мари                  |
| 1985 | ф | Полиция                        | Police                                   | Нория                 |
| 1986 | ф | Сошествие в ад                 | Descente aux enfers                      | Лола Кольбер          |
| 1988 | ф | Шуаны!                         | Chouans!                                 | Селина                |
| 1988 | ф | Студентка                      | L'étudiante                              | Валентина Эскира      |
| 1989 | ф | Мои ночи прекраснее ваших дней | Mes nuits sont plus belles que vos jours | Бланш                 |
| 1990 | ф | Тихие палисады                 | Pacific Palisades                        | Бернадет              |
| 1991 | ф | Для Саши                       | Pour Sacha                               | Лора Фельдман         |
| 1991 | ф | Голубая нота                   | La note bleue                            | Соланж                |
| 1993 | ф | Аромат любви Фанфан            | Fanfan                                   | Фанфан                |
| 1994 | ф | Дочь д’Артаньяна               | La fille de d'Artagnan                   | Элоиза д’Артаньян     |
| 1995 | ф | Храброе сердце                 | Braveheart                               | принцесса Изабелла    |
| 1995 | ф | За облаками                    | Par-delà les nuages                      | молодая женщина       |
| 1997 | ф | Анна Каренина                  | Leo Tolstoy's Anna Karenina              | Анна Каренина         |
| 1997 | ф | Маркиза                        | Marquise                                 | Маркиза Дюпарк        |
| 1997 | ф | Пламя страсти                  | Firelight                                | Элизабет Лорье        |
| 1999 | ф | Счастливая пропажа             | Lost & Found                             | Лила Дюбуа            |
| 1999 | ф | Сон в летнюю ночь              | A Midsummer Night's Dream                | Ипполита              |
| 1999 | ф | И целого мира мало             | The World Is Not Enough                  | Электра Кинг          |
| 2000 | ф | Верность                       | La fidélité                              | Клелия                |
| 2001 | ф | Бельфегор — призрак Лувра      | Belphégor - Le fantôme du Louvre         | Лиза / Бельфегор      |
| 2003 | ф | Алекс и Эмма                   | Alex & Emma                              | Полина Делакруа       |
| 2003 | ф | Я остаюсь!                     | Je reste!                                | Мари-Доминик Дельпир  |
| 2003 | ф | Ключи от машины                | Les Clefs de bagnole                     | Девушка с "хлопушкой" |
| 2004 | ф | Этим вечером                   | A ce soir                                | Нелли                 |
| 2005 | ф | Неуловимый                     | Anthony Zimmer                           | Кьяра Манзони         |
| 2007 | ф | Пропавшая в Довиле             | La Disparue de Deauville                 | Виктория / Люсия      |
| 2008 | ф | Женщины-агенты                 | Les Femmes de l'ombre                    | Луиза Дефонтен        |
| 2008 | ф | По ту сторону кровати          | De l'autre côté du lit                   | Ариана Марсьяк        |
| 2008 | ф | ЛОЛ                            | LOL                                      | Анна                  |
| 2009 | ф | Не оглядывайся                 | Ne te retourne pas                       | Жанна                 |
| 2009 | ф | Прикованная к постели          | L'homme de chevet                        | Мюриел                |
| 2010 | ф | Большая маленькая Я            | L'âge de raison                          | Маргарет Флор         |
| 2012 | ф | Любовь с препятствиями         | Un bonheur n'arrive jamais seul          | Шарлотта Пош          |
| 2013 | ф | Арестуйте меня                 | Arrêtez-moi                              | Виновная              |
| 2014 | ф | Одна встреча                   | Une rencontre                            | Эльза Санторини       |
| 2014 | ф | Хочешь или нет?                | Tu veux... ou tu veux pas?               | Жюдит Шабрье          |
| 2015 | ф | Тюремные пташки                | La taularde                              | Матильда Леруа        |
| 2015 | ф | История души                   | Une histoire d'âme                       | Виктория              |
| 2018 | ф | Миссис Миллс                   | Mme Mills, une voisine si parfaite       | Элен Мерсье           |
| 2021 | ф | Всё прошло хорошо              | Tous s'est bien passé                    | Эммануэль Бернхейм    |
| 2021 | ф | Проклятье Турандот             | Tu lan duo: Mo zhou yuan qi              | Королева Мальвии      |
| 2022 | ф | Я люблю Америку                | I Love America                           | Лиза                  |
| 2022 | ф | Женщина нашего времени         | Une femme de notre temps                 | Жюлиан                |
| 2023 | ф | Клан                           | Le clan                                  | Камео                 |

### Режиссёр
- 1995 — Рассвет наизнанку / L’aube a l’envers
- 2002 — Говори мне о любви / Parlez-moi d’amour
- 2007 — Пропавшая в Довиле / La Disparue de Deauville
- 2018 — Миссис Миллс / Mme Mills, une voisine si parfaite

## Театральная работа
- 1991 — Эвридика / Eurydice
- 1993 — Пигмалион / Pygmalion
- 2011 — История души / Une histoire d'âme
- 2023 — Послание / La Note

## Награды и номинации
| Награды и номинации              | Награды и номинации | Награды и номинации                                   | Награды и номинации | Награды и номинации |
| Награда                          | Год                 | Категория                                             | Фильм               | Итог                |
| -------------------------------- | ------------------- | ----------------------------------------------------- | ------------------- | ------------------- |
| Blockbuster Entertainment Awards | 2000                | Любимая актриса — боевик                              | И целого мира мало  | Номинация           |
| Cabourg Romantic Film Festival   | 1988                | Лучшая актриса                                        | Шуаны               | Победа              |
| Cabourg Romantic Film Festival   | 2000                | Лучшая актриса                                        | Верность            | Победа              |
| Сезар                            | 1983                | Самая многообещающая актриса                          | Бум 2               | Победа              |
| Золотая камера                   | 2000                | Фильм                                                 |                     | Победа              |
| Monte-Carlo Comedy Film Festival | 2008                | Лучшая актриса                                        | Лол                 | Победа              |
| Montreal World Film Festival     | 2002                | Гран-при                                              | Говори мне о любви  | Номинация           |
| Montreal World Film Festival     | 2002                | Лучший режиссёр                                       | Говори мне о любви  | Победа              |
| Montreal World Film Festival     | 2007                | За значительный вклад в кинематографическое искусство |                     | Награда             |

| Театральные награды и номинации | Театральные награды и номинации | Театральные награды и номинации | Театральные награды и номинации | Театральные награды и номинации |
| Награда                         | Год                             | Категория                       | Постановка                      | Итог                            |
| ------------------------------- | ------------------------------- | ------------------------------- | ------------------------------- | ------------------------------- |
| Премия Мольера                  | 1991                            | Открытие года                   | Эвридика / Eurydice             | Победа                          |
| Премия Мольера                  | 1993                            | Лучшая актриса                  | Пигмалион / Pygmalion           | Номинация                       |

### на английском языке
- Marceau, Sophie (2001). Telling Lies: A Novel. Orion Publishing, 224 pages, ISBN 978-0-7538-1431-4

### на французском языке
- Marceau, Sophie, Menteuse, STOCK, Paris 1996, 210 pages, ISBN 978-2-234-04573-6
- Marceau, Sophie, La Souterraine, Editions Seghers, Paris 2023, 147 pages, ISBN 978-2-2321-4683-1